# Osmylus decoratus
Osmylus decoratus là một loài côn trùng trong họ Osmylidae thuộc bộ Neuroptera. Loài này được Nakahara miêu tả năm 1914.